# Aplogruppo R1a (Y-DNA)

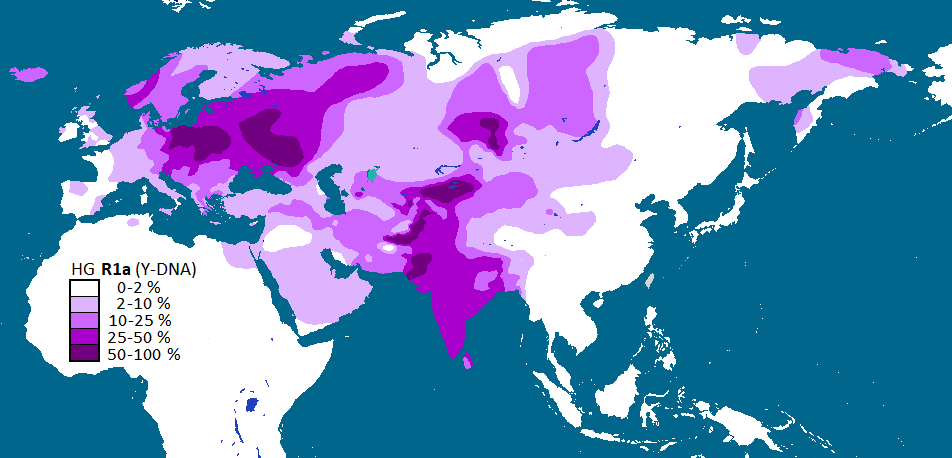
Distribuzione dell'aplogruppo R1a (M420).

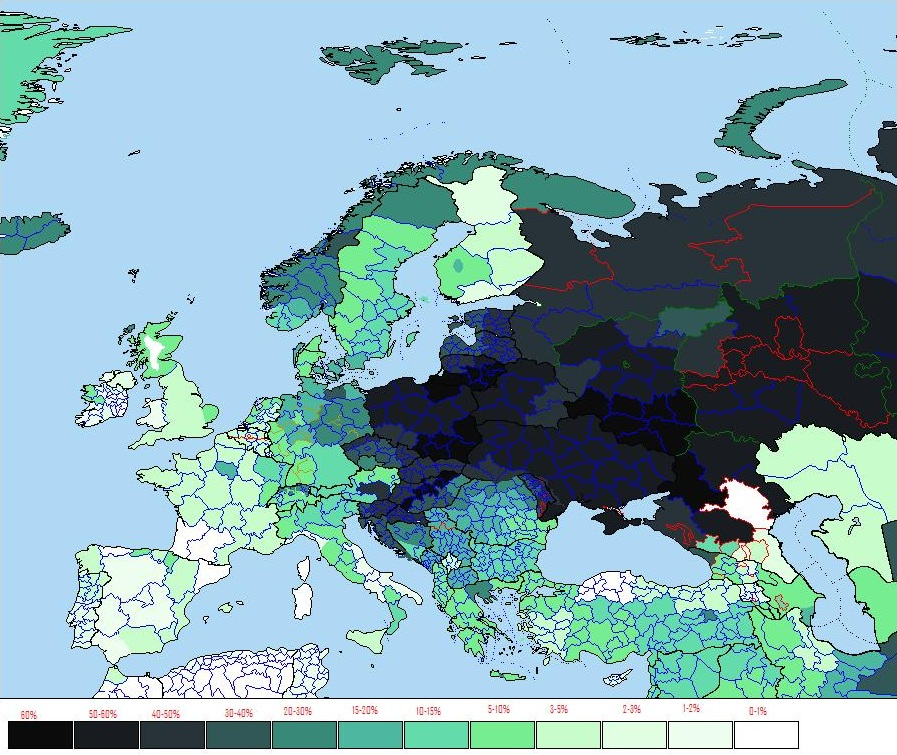
Frequenza percentuale dell'aplogruppo R1a per regione d'Europa.

L'aplogruppo R1a (M420) è il secondo aplogruppo più frequente del cromosoma Y, attualmente comune in Europa orientale e inAsia. E' un sotto clado dell'aplogruppo del cromosoma Y R, dal quale si origina anche l' aplogruppo del cromosoma Y R1b, maggiormente presente in Europa occidentale.

## Descrizione

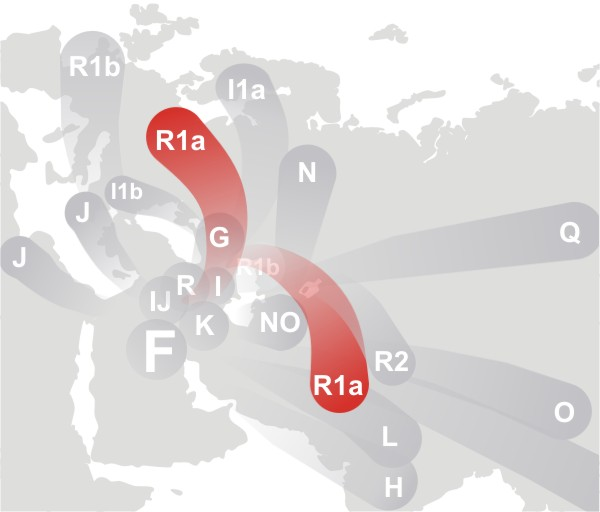
Attuali punti di presunta origine e probabile diffusione dell'aplotipo R1a risalente a circa 18.500 anni fa

R1a  è definito sulla base del SNP M420 (variante genetica M420).
R1a1a, un suo sotto clado, corrisponde alla mutazione SNP M17, risulta comune nell'Asia del sud, in Siberia meridionale, Europa orientale, centrale e Scandinavia .
Sebbene vi sia accordo sull'origine euroasiatica di R1a e R1a1a, si ritiene che le regioni a più alta probabilità di comparsa dell'aplotipo siano l'Europa dell'Est o l'Asia meridionale.

## Nomenclatura
L'attuale sistema di nomenclatura impiegato per R1a risulta incoerente in diversi studi pubblicati.
Nel 2002 YCC (Y Chromosome Consortium) propose un nuovo sistema di denominazione per gli aplogruppi, che ora è divenuto standard  In questo sistema, i nomi R1 e R1a sono considerati filogeneticamente etichette di marcatura di posizioni rispetto ad un albero genealogico. I nomi delle mutazioni SNP vengono tuttavia impiegati anche per la denominazione dei cladi degli aplogruppi. Ad esempio, M173 è attualmente la mutazione che definisce l'aplotipo R1, R1 però è anche definito dalla mutazione R-M173. Quando una nuova ramificazione di un albero filogenetico del cromosoma Y viene scoperta, alcuni nomi possono cambiare, ma per definizione, il nome della mutazione rimarrà il medesimo.
L'aplogruppo derivante dalla mutazione M17 è conosciuto con vari nomi, ad esempio EU19 , nei sistemi di nomenclatura più vecchi l'etichetta R1a veniva assegnata all'aplogruppo definito dalla mutazione SRY1532.2. Ciò ha incluso EU19 (cioè la mutazione R-M17) come subclade, così EU19 è stato rinominato R1a1 . La scoperta di M420 nel 2009 ha provocato una nuova riassegnazione di questi nomi negli alberi filogenetici . R1a è ora l'aplogruppo della mutazione M420, attualmente, il subclade definito da SRY1532.2 non viene impiegato per definire R1a a R1a1 ed EU19 (R-M17) ma i sottocladi da R1a1 a R1a1a.